# Bologna Associazione Giuoco del Calcio 1939-1940
Questa voce raccoglie le informazioni riguardanti il Bologna Associazione Giuoco del Calcio nelle competizioni ufficiali della stagione 1939-1940.

## Stagione
Il Bologna nella stagione 1939-1940 non riesce a bissare il successo dell'anno precedente e si classifica al secondo posto nel campionato di Serie A con 41 punti.
In Coppa Italia supera il Livorno nei sedicesimi di finale (3-1 in casa), quindi viene eliminato agli ottavi di finale dal Liguria, perdendo 2-1 in trasferta.

## Rosa
| N. |                    | Ruolo | Calciatore       |
| -- | ------------------ | ----- | ---------------- |
|    | Italia (bandiera)  | P     | Pietro Ferrari   |
|    | Italia (bandiera)  | P     | Glauco Vanz      |
|    | Italia (bandiera)  | D     | Secondo Ricci    |
|    | Italia (bandiera)  | D     | Mario Pagotto    |
|    | Italia (bandiera)  | D     | Dino Fiorini     |
|    | Italia (bandiera)  | C     | Giordano Corsi   |
|    | Uruguay (bandiera) | C     | Michele Andreolo |
|    | Italia (bandiera)  | C     | Mario Montesanto |
|    | Italia (bandiera)  | C     | Aurelio Marchese |

| N. |                    | Ruolo | Calciatore         |
| -- | ------------------ | ----- | ------------------ |
|    | Italia (bandiera)  | C     | Francesco Boriani  |
|    | Uruguay (bandiera) | A     | Héctor Puricelli   |
|    | Uruguay (bandiera) | A     | Raffaele Sansone   |
|    | Italia (bandiera)  | A     | Carlo Reguzzoni    |
|    | Italia (bandiera)  | A     | Amedeo Biavati     |
|    | Italia (bandiera)  | A     | Pietro Andreoli    |
|    | Italia (bandiera)  | A     | Bruno Maini        |
|    | Uruguay (bandiera) | A     | Hugo Esteban Porta |
|    | Italia (bandiera)  | A     | Algiso Toscani     |

## Risultati

### Serie A

#### Girone di andata
| Arbitro: | Soliani (Genova) |

|                                 |           |  |
| Pantò 25’ (rig.) Campilongo 81’ | Marcatori |  |

| Arbitro: | Pirovano (Monza) |

|                   |           |  |
| Reguzzoni 6’, 53’ | Marcatori |  |

| Modena 1º ottobre 1939 3ª giornata | Modena         | 0 – 0 | Bologna | Stadio Cesare Marzari\| Arbitro: \| Dattilo (Roma) \| |
| Arbitro:                           | Dattilo (Roma) |       |         |                                                       |

| Arbitro: | Salvatori (Roma) |

|                                     |           |             |
| Biavati 42’ Porta 72’ Reguzzoni 89’ | Marcatori | 87’ Ferrero |

| Arbitro: | Mattea (Torino) |

|              |           |  |
| Morselli 68’ | Marcatori |  |

| Arbitro: | Barlassina (Novara) |

|                                                  |           |                                    |
| Reguzzoni 5’ Boriani 21’ Puricelli 30’, 46’, 82’ | Marcatori | 7’ Neri 66’ Scarabello 80’ Gabardo |

| Arbitro: | Dattilo (Roma) |

|                           |           |                          |
| Boffi 86’ (rig.) Loik 90’ | Marcatori | 6’ Boriani 66’ Reguzzoni |

| Arbitro: | Mattea (Torino) |

|                                        |           |              |
| Andreolo 34’ (rig.) Puricelli 78’, 87’ | Marcatori | 24’ Monza II |

| Novara 19 novembre 1939 9ª giornata | Novara           | 0 – 0 | Bologna | Campo del Littorio\| Arbitro: \| Soliani (Genova) \| |
| Arbitro:                            | Soliani (Genova) |       |         |                                                      |

| Arbitro: | Barlassina (Novara) |

|                                  |           |               |
| Biavati 9’ Sansone 65’ Porta 81’ | Marcatori | 30’ Fabbri II |

| Arbitro: | Conticini (Firenze) |

|               |           |  |
| Puricelli 24’ | Marcatori |  |

| Arbitro: | Saracini (Ancona) |

|              |           |             |
| Corbelli 69’ | Marcatori | 21’ Sansone |

| Arbitro: | Dattilo (Roma) |

|                    |           |             |
| Cassano 22’ (aut.) | Marcatori | 7’ Venditto |

| Arbitro: | Pizziolo (Firenze) |

|                      |           |              |
| Bodini II 41’ (rig.) | Marcatori | 58’ Andreoli |

| Bologna 14 gennaio 1940 15ª giornata | Bologna          | 0 – 0 | Ambrosiana-Inter | Stadio del Littoriale\| Arbitro: \| Soliani (Genova) \| |
| Arbitro:                             | Soliani (Genova) |       |                  |                                                         |

#### Girone di ritorno
| Arbitro: | Moretti (Genova) |

|               |           |  |
| Puricelli 71’ | Marcatori |  |

| Arbitro: | Dattilo (Roma) |

|  |           |                             |
|  | Marcatori | 34’ Puricelli 55’ Reguzzoni |

| Arbitro: | Mazza (Torre del Greco) |

|               |           |  |
| Reguzzoni 82’ | Marcatori |  |

| Arbitro: | Ciamberlini (Genova) |

|                        |           |               |
| Capri 60’ Borsetti 76’ | Marcatori | 66’ Puricelli |

| Arbitro: | Bonivento (Venezia) |

|                                                |           |                               |
| Reguzzoni 30’ (rig.) Puricelli 47’ Biavati 75’ | Marcatori | 43’ Menti II 65’ Tagliasacchi |

| Arbitro: | Barlassina (Novara) |

|               |           |                    |
| Arcari IV 33’ | Marcatori | 60’, 77’ Puricelli |

| Arbitro: | Mattea (Torino) |

|                      |           |  |
| Reguzzoni 65’ (rig.) | Marcatori |  |

| Arbitro: | Bertolio (Torino) |

|                         |           |                              |
| Flamini 23’ Barrera 77’ | Marcatori | 20’ Puricelli 85’ Montesanto |

| Arbitro: | Conticini (Firenze) |

|                                             |           |  |
| Reguzzoni 37’ Vale 41’ (aut.) Reguzzoni 85’ | Marcatori |  |

| Arbitro: | Mazza (Torre del Greco) |

|            |           |               |
| Dugini 28’ | Marcatori | 21’ Reguzzoni |

| Arbitro: | Pizziolo (Firenze) |

|                |           |  |
| Varglien I 72’ | Marcatori |  |

| Arbitro: | Mattea (Torino) |

|                                    |           |  |
| Reguzzoni 17’ (rig.) Puricelli 32’ | Marcatori |  |

| Arbitro: | Ciamberlini (Genova) |

|           |           |              |
| Biagi 36’ | Marcatori | 12’ Andreolo |

| Arbitro: | Barlassina (Novara) |

|                    |           |  |
| Reguzzoni 65’, 87’ | Marcatori |  |

| Arbitro: | Dattilo (Roma) |

|                |           |  |
| Ferraris II 9’ | Marcatori |  |

### Coppa Italia

#### Fase finale
| Arbitro: | Moretti (Genova) |

|                               |           |              |
| Andreolo 13’, 71’ Toscani 49’ | Marcatori | 53’ Viani II |

| Arbitro: | Salvatori (Roma) |

|                        |           |            |
| Spinola 29’ Stella 48’ | Marcatori | 4’ Biavati |

## Statistiche

### Statistiche di squadra
| Competizione | Punti | In casa | In casa | In casa | In casa | In casa | In casa | In trasferta | In trasferta | In trasferta | In trasferta | In trasferta | In trasferta | Totale | Totale | Totale | Totale | Totale | Totale | DR  |
| Competizione | Punti | G       | V       | N       | P       | Gf      | Gs      | G            | V            | N            | P            | Gf           | Gs           | G      | V      | N      | P      | Gf     | Gs     | DR  |
| ------------ | ----- | ------- | ------- | ------- | ------- | ------- | ------- | ------------ | ------------ | ------------ | ------------ | ------------ | ------------ | ------ | ------ | ------ | ------ | ------ | ------ | --- |
| Serie A      | 41    | 15      | 13      | 2       | 0       | 31      | 9       | 15           | 3            | 7            | 5            | 13           | 14           | 30     | 16     | 9      | 5      | 44     | 23     | +21 |
| Coppa Italia |       | 1       | 1       | 0       | 0       | 3       | 1       | 1            | 0            | 0            | 1            | 1            | 2            | 2      | 1      | 0      | 1      | 4      | 3      | +1  |
| Totale       |       | 16      | 14      | 2       | 0       | 34      | 10      | 16           | 3            | 7            | 6            | 14           | 17           | 32     | 17     | 9      | 6      | 48     | 27     | +22 |

### Statistiche dei giocatori
| Giocatore     | Serie A  | Serie A | Coppa Italia | Coppa Italia | Totale   | Totale |
| Giocatore     | Presenze | Reti    | Presenze     | Reti         | Presenze | Reti   |
| ------------- | -------- | ------- | ------------ | ------------ | -------- | ------ |
| P. Andreoli   | 20       | 1       | 2            | 0            | 22       | 1      |
| M. Andreolo   | 22       | 2       | 2            | 2            | 24       | 4      |
| A. Biavati    | 23       | 3       | 1            | 1            | 24       | 4      |
| F. Boriani    | 9        | 1       | 1            | 0            | 10       | 1      |
| G. Corsi      | 23       | 0       | 1            | 0            | 24       | 0      |
| P. Ferrari    | 29       | -22     | 2            | -3           | 31       | -25    |
| D. Fiorini    | 5        | 0       | 1            | 0            | 6        | 0      |
| B. Maini      | 17       | 0       | 1            | 0            | 18       | 0      |
| A. Marchese   | 13       | 0       | 1            | 0            | 14       | 0      |
| M. Montesanto | 19       | 1       | 2            | 0            | 21       | 1      |
| M. Pagotto    | 27       | 0       | 1            | 0            | 28       | 0      |
| H.E. Porta    | 7        | 2       | -            | -            | 7        | 2      |
| H. Puricelli  | 30       | 14      | -            | -            | 30       | 14     |
| C. Reguzzoni  | 27       | 14      | 2            | 0            | 29       | 14     |
| S. Ricci      | 28       | 0       | 2            | 0            | 30       | 0      |
| R. Sansone    | 30       | 2       | 2            | 0            | 32       | 2      |
| A. Toscani    | 0        | 0       | 1            | 1            | 1        | 1      |
| G. Vanz       | 1        | -1      | -            | -            | 1        | -1     |